# Jezioro Zamkowe (powiat wąbrzeski)
Jezioro Zamkowe – eutroficzne jezioro w woj. kujawsko-pomorskim, w powiecie wąbrzeskim, na terenie miasta Wąbrzeźno (północny koniec jeziora znajduje się w gminie Wąbrzeźno), leżące na terenie Pojezierza Chełmińskiego. W pobliżu jeziora znajdują się ruiny zamku od którego jezioro wzięło swoją nazwę.

## Charakterystyka
Charakteryzuje się dość regularną nieregularną linią brzegową – ma kształt wydłużony w kierunku północ-południe. W południowej części w pobliżu ruin zamku znajduje się charakterystyczne przewężenie, w którego miejscu przerzucono kładkę.

## Dane morfometryczne
Powierzchnia zwierciadła wody według różnych źródeł wynosi od 69,6 ha przez 69,9 ha do 70,0 ha. Zwierciadło położone jest na wysokości 93,0 m n.p.m. lub 94,8 m n.p.m. Średnia głębokość jeziora wynosi 5,9 m, natomiast głębokość maksymalna 18,0 m. Maksymalna długość akwenu to 2500 metrów, a szerokość do 560 metrów. Linia brzegowa ma długość 6500 metrów.
W oparciu o badania przeprowadzone w 2003 roku wody jeziora zaliczono do III klasy czystości i III kategorii podatności na degradację. Do III klasy czystości zaliczono wody jeziora także podczas badań w 1994 roku.

## Przyroda
Roślinność zanurzona ma powierzchnię 6 hektarów (obecna jest na 85% długości linii brzegowej), a wynurzona – 7,5 hektara. Najczęściej występujące rośliny naczyniowe to: trzcina pospolita, rogatek sztywny, moczarka kanadyjska, grążel żółty i rdestnice. W wodach jeziora żyje szesnaście gatunków ryb, w tym m.in. węgorz wąsko- i szerokogłowy (jest to leszczowy typ akwenu).

## Grodzisko
Na południowym brzegu jeziora znajduje się wczesnośredniowieczne grodzisko. W czasie potopu szwedzkiego było ono stanowiskiem artylerii ostrzeliwującej zamek. Stąd resztki wału nazywane są szańcem szwedzkim.